# Sodirus gaudichaudi
Sodirus gaudichaudi is een insect uit de familie van de vlinderhaften (Ascalaphidae), die tot de orde netvleugeligen (Neuroptera) behoort. 
Sodirus gaudichaudi is voor het eerst wetenschappelijk beschreven door Navás in 1912.